# Пясечна (Нижньосілезьке воєводство)
Пясечна (пол. Piaseczna, нім. Schönberg) — село в Польщі, у гміні Венглінець Згожелецького повіту Нижньосілезького воєводства.
Населення — 221 особа (2011).
У 1975-1998 роках село належало до Єленьогурського воєводства.

## Демографія
Демографічна структура станом на 31 березня 2011 року:
|          | Загалом | Допрацездатний вік | Працездатний вік | Постпрацездатний вік |
| -------- | ------- | ------------------ | ---------------- | -------------------- |
| Чоловіки | 106     | 20                 | 73               | 13                   |
| Жінки    | 115     | 27                 | 57               | 31                   |
| Разом    | 221     | 47                 | 130              | 44                   |